# فينومينا
فيلم فينومينا (بالإيطالية:Phenomena) ، هي فيلم إيطالي من صنف رعب ، أنتجت سنة 1985م ، وتم دبلجتها إلى اللغة الإنجليزية في الولايات المتحدة الأمركيية ، وتعد أقوى أفلام الرعب في إيطاليا وأوروبا. ، قدمه المخرج الإيطالي المعروف داريو أرغينتو.

## المصدر
1. ↑  NYC’s Scary Movies 3 gets Red; free tickets to AMERICAN WEREWOLF w/Landis! [وصلة مكسورة] نسخة محفوظة 2020-05-01 على موقع واي باك مشين.

## وصلات خارجية
- فينومينا على موقع IMDb (الإنجليزية)
- فينومينا على موقع ميتاكريتيك (الإنجليزية)
- فينومينا على موقع روتن توميتوز (الإنجليزية)
- فينومينا على موقع ألو سيني (الفرنسية)
- فينومينا على موقع Turner Classic Movies (الإنجليزية)
- فينومينا على موقع أول موفي (الإنجليزية)
- فينومينا على موقع فيلمافينيتي (الإسبانية)
- فينومينا على موقع قاعدة بيانات الأفلام السويدية (السويدية)
- فينومينا على موقع قاعدة بيانات الفيلم (الإنجليزية)
- فينومينا على موقع ليتربوكسد (الإنجليزية)